# A50 (motorväg, Schweiz)
A50 är en motorväg i Schweiz som går mellan Rheinsfelden och Glattfelden.